# The Great Pottery Throw Down
The Great Pottery Throw Down je britský televizní soutěžní pořad, který byl poprvé vysílán na BBC Two 3. listopadu 2015. Jde o soutěž ve stylu The Great British Bake Off (český ekvivalent: Peče celá země) a The Great British Sewing Bee, avšak s keramikou.

## Formát
Na začátku série je 10 soutěžících – amatérských hrnčířů. V každé epizodě skupina soutěží o nejlepší dokončení hrnčířských výzev. Ve výzvě „hlavní výtvor“ (main make) se soutěžící zabývají pro průběh soutěže zásadním víceúrovňovým tvůrčím zadáním: podle daných specifikací musí navrhnout a vytvořit keramický výrobek. To znamená postavit jej ze surové hlíny, ozdobit glazurami a vypálit v peci – to vše s časovou limitací pro jednotlivé fáze procesu. Hotové výrobky jsou předloženy porotcům k hodnocení. Mezi jednotlivými fázemi hlavního úkolu dostávají hrnčíři i druhou a (v prvních sériích) i třetí výzvu, což jsou úkoly menšího měřítka testující konkrétní dovednost hrnčířského řemesla (od výroby dokonalého pugétu keramických růží přes zdobení džbánů za pomocí houbiček až po tzv. točení produktů na hrnčířském kruhu na čas). Porotci tak objevují rozličné kvality soutěžících a při nerozhodnosti výsledku hlavního úkolu přihlížejí i k pořadí v těchto vedlejších úkolech. Na konci každé epizody porota určí nejlepšího soutěžícího jako „hrnčíře týdne“. Soutěžící s nejhoršími výsledky v soutěži končí, všichni ostatní se vrátí v následující epizodě. Vítěz poslední epizody je celkovým vítězem série a stává se z něj “master potter” – “mistr hrnčíř”.

## Historie vysílání
Moderátoři
V prvních dvou sezónách byla moderátorkou pořadu Sara Cox, ve třetí sezóně ji nahradila Melanie Sykes a ve čtvrté až šesté sezóně Siobhán McSweeney. V páté řadě ji krátce dočasně zastoupila komička Ellie Taylor.
Jediným odborným porotcem, který se vyskytl zatím ve všech pěti sériích pořadu, je "mistr hrnčířského kruhu" keramik Keith Brymer Jones. V prvních dvou sériích jej jako porotkyně doplnila britská keramička a sochařka Kate Malone. Ve třetí epizodě vedle Keitha Brymera Jonese hodnotila tvorbu soutěžících Sue Pryke. Od čtvrté série je mezi porotci Richard Miller, který do té doby působil ve všech třech prvních řadách jako odborný technik (převážně v zákulisí) show.
Po zrušení pořadu televizí BBC v roce 2018 se show vrátila v lednu 2020 s třetí sérií na televizi Channel 4, v jejíž režii později vznikly i další řady. V červenci 2020 si kanál HBO Max zajistil práva na distribuci pořadu ve Spojených státech, kde měl pořad premiéru 17. září 2020. První vánoční speciál pořadu byl odvysílán 26. prosince 2022 a jako soutěžící v něm hrála komička Jenny Eclair, herec James Fleet, moderátor Jamie Laing a herečka Sunetra Sarker.

## Seznam řad
| Řada    | Počet dílů | První díl         | Poslední díl      | Vítěz řady         | Průměrná sledovanost ve Velké Británii (v milionech diváků) |
| ------- | ---------- | ----------------- | ----------------- | ------------------ | ----------------------------------------------------------- |
| 1       | 6          | 3. listopadu 2015 | 8. prosince 2015  | Matthew Wilcock    | 2,39                                                        |
| 2       | 8          | 2. února 2017     | 23. března 2017   | Ryan Barrett       | 3,34                                                        |
| 3       | 10         | 8. ledna 2020     | 11. března 2020   | Rosa Wiland Holmes | ?                                                           |
| 4       | 10         | 10. ledna 2021    | 14. března 2021   | Jodie Neale        | ?                                                           |
| 5       | 10         | 2. ledna 2022     | 6. března 2022    | AJ Simpson         | ?                                                           |
| Speciál | Speciál    | 26. prosince 2022 | 26. prosince 2022 | James Fleet        | ?                                                           |
| 6       | 10         | 8. ledna 2023     | 12. března 2023   | ?                  | ?                                                           |